# Flash of Two Worlds
Flash of Two Worlds (рус. Флэш двух миров) — одна из важнейших сюжетных линий комиксов о Флэше, опубликованная издательством DC Comics в сентябре 1961 года в выпуске The Flash #123. В сюжете появляется параллельная вселенная Земля-2, а также вводится концепция мультивселенной DC. Автором стал писатель Гарднер Фокс под редакционным руководством Джулиуса Шварца (который впоследствии в биографии был назван «человеком двух миров»), а также художник Кармайн Инфантино.

## Сюжет
На благотворительном мероприятии, устроенном Айрис Уэст, Флэш развлекает детей до прихода фокусника, демонстрируя им свою суперскорость. Во время восхождения по верёвке, его скорость становится настолько высокой, что он начинает вибрировать, его молекулы становятся невидимыми и он исчезает со сцены. Он обнаруживает, что находится на улице чужого города, и вскоре понимает, что этот город — и есть Кейстоун-сити, только варианта Флэша Золотого века комиксов. Этот Кейстоун-сити расположен во вселенной Земля-2 — вселенной, параллельной той, в которой жил Барри Аллен, где Золотой век считался вымышленным, а его персонажи были героями комиксов. Барри отправляется на поиски Джея Гаррика, находит его имя в телефонной книге и знакомится с первым человеком, носящим звание самого быстрого на Земле. Джей рассказывает, что ушёл на пенсию несколько лет назад, в то время как на Земле-1 комиксы с ним были отменены. Он женился на своей давней подруге Джоан Уильямс.
Джей сообщает Барри, что собирается снова стать Флэшем, так как в городе объявилась банда из трёх его старых врагов, Скрипача, Тени и Мыслителя, которая уже совершила три кражи. Герои решают разделить усилия и в то время как Джей в ходе поисков натыкается на Мыслителя, Барри вступает в бой с Тенью. В конечном итоге оба терпят поражение. На этот раз, решив действовать сообща, герои выходят на след Скрипача. Попутно они спасают строителя от падающей стальной балки.
Тем временем Мыслитель и Тень поняв, что им приходится иметь дело не с одним, а с двумя супергероями, отправляются на помощь Скрипачу, который, ко всеобщему удивлению, с помощью своей скрипки уже захватил под контроль Джея и Барри. Скрипач заставляет героев собрать драгоценности для него, но они, воспользовавшись моментом, затыкают свои уши маленькими драгоценными камнями, чтобы тем самым блокировать контролирующий эффект скрипки. Позже, когда ничего не подозревающая троица уже собирается скрыться с места преступления, оба Флэша застают преступников врасплох и схватывают их. Джей и Барри прощаются друг с другом. Барри отправляется обратно в своё измерение, а Джей снова становится Флэшем своей вселенной Земли-2.

## Значение
Успех «Флэша двух миров» заставил DC возродить некоторых персонажей Золотого века комиксов. В итоге кроссоверы с другими персонажами стали популярны в рамках серий о Лиге Справедливости начиная выпуска #21, «Crisis on Earth-One!» в августе 1963 года и заканчивая крупномасштабным сюжетом «Кризис на Бесконечных Землях» в 1986 году.
Обложка выпуска тоже стала символичной и была поставлена сайтом Comic Book Resources на 3 место в списке 75-ти лучших обложек DC, а также впоследствии воспроизводилась ещё несколько раз, например в выпусках Flash v.1 #147 (сентябрь 1964), Dark Horse Presents #67 (ноябрь 1992), Flash v.2 #123 (март 1997), Impulse #70 (март 2001) и The Flash: Rebirth #5 (январь 2010). В 2010 году копия выпуска The Flash #123 была продана на аукционе $83,000.